# سيميون ثاير
سيميون ثاير (بالإنجليزية: Simeon Thayer)‏ هو عسكري أمريكي، ولد في 30 أبريل 1737 في ميندون في الولايات المتحدة، وتوفي في 14 أكتوبر 1800 في كمبرلاند في الولايات المتحدة.